# Тарумов, Андрей Михайлович
Андрей Тарумов — помещик-землевладелец, основатель современного села Тарумовка. Один из первых управляющих таможни на границе с Дагестаном во второй половине XVIII века. Был директором Кизлярской пограничной конторы, впоследствии прокурор города Астрахани.

## Село Тарумовка
Первую партию крестьян на территории Тарумовки он поселил в 1786 году.
В 1791 году в этом же районе русское самодержавие дополнительно нарезало Тарумову ещё 2087 десятин земли. После получения этих свободных земель помещик Тарумов в принудительном порядке начинает переселять своих крепостных крестьян из центральной зоны России на вновь приобретённые земли и основывает на реке Средней село, название которого впоследствии получило Тарумовка.
1786 год считается годом основания этого села.
Известно, что храм в селе Тарумовка был построен помещиком Андреем Тарумовым и освящен в честь его небесного покровителя — святого апостола Андрея Первозванного. Первые записи о богослужениях датируются 1885 г.